# John Dillon

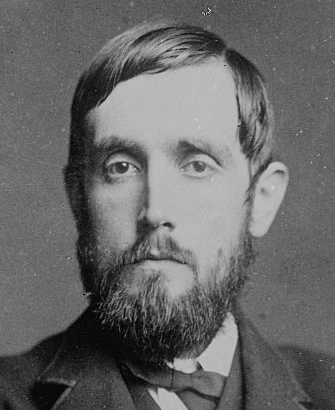
John Dillon

John Dillon, irl. Seán Diolún (ur. 1851, zm. 1927) – irlandzki polityk, w 1918 roku lider Irlandzkiej Partii Parlamentarnej.
Z wykształcenia lekarz, pod koniec lat 70. całkowicie zaangażowany w politykę, działacz na rzecz uzyskania przez Irlandię autonomii, współtwórca tzw. Ligi Rolnej, uczestniczył w pracach parlamentu, przedstawiając skrajny odłam stronnictwa, wielokrotnie aresztowany z rozkazu władz Wielkiej Brytanii. Za jedną z fundamentalnych form prowadzonej przez siebie polityki obrał zbiórki pieniędzy wśród emiograntów irlandzkich w USA, Australii i Europie. 1891 związał się z antyparnellistami, przeciwnikami przywódcy stronnictwa Charlesa Stewarta Parnella, kiedy konflikt wewnątrz frakcji doprowadził do rozłamu na zwolenników i przeciwników Parnella. Od 1900 zasiadał w parlamencie brytyjskim po zjednoczeniu stronnictwa pod przywództwem Johna Edwarda Redmonda. W 1918 (po śmierci Redmonda) został przywódcą stronnictwa i sprzeciwiał się przymusowemu poborowi Irlandczyków i wysyłaniu ich na front I wojny światowej.